# ニンクルラ
ニンクルラ (Ninkurra) は、シュメール神話における女神である。エンキとニンサルの娘であり、後に自分の父エンキと性交してウットゥを産んだ。ニンクルラという名前には「繊維食物の貴婦人」という意味がある。